# Thomas C. Thulstrup
Thomas Christoffer Thulstrup (født 15. oktober 1970) er en dansk kunsthistoriker og museumsdirektør. Han har siden oktober 2018 været museumsdirektør for Kongernes Samling på Rosenborg, Amalienborg og Koldinghus.
Han er kunsthistoriker og økonom – cand.mag. fra Københavns Universitet (2000) og bac.polit (1993) – og har specielt beskæftiget sig med kunsthåndværk, sølv, glas, smykker, møbler og design samt ledelse og organisationsforandringer. Han har blandt andet skrevet bøgerne Georg Jensen, sølv & design (2011) og Raadvad - de første 250 år (2008) samt adskillige artikler om sølv, kunsthåndværk og design. Har stået bag flere anmelderroste udstillinger, blandt andet “En dronnings smykkeskrin” som blev til i anledning af H.M. Dronning Margrethes 50-års regeringsjubilæum (2022), “Fabergé-kammeret” (2020), "Prinsesse af tiden. H.K.H. Prinsesse Benedikte og 75-års Danmarkshistorie" (2019), "Magtens Smykker" (2018), "Himmelsten. HKH Prins Henriks samling af orientalsk jade" (2017), "Fabergé (2016) og "Georg Jensen" (2014/15) på Koldinghus. Optaget i Kraks Blå Bog 2014. Modtager af Ole Haslunds Kunstnerfonds Kunstlegat 2018. Formand for Hempels Kulturfond. Tildelt ridderkorset af Dannebrogsordenen den 16. april 2019.
Han har tidligere været direktør for Museet på Koldinghus (2013-2018), direktør for Fonden Esrum Kloster & Møllegård (2009-13), direktør for Museum Salling (2007-09), direktør for CopenArt Auctions A/S (2006-07) samt direktør for Museumsbygningen Kunstauktioner A/S (2000-2005).